# Diseño de investigación
Un diseño de investigación es el conjunto de métodos y procedimientos utilizados para recopilar y analizar medidas de las variables especificadas en la investigación del problema. El diseño de un estudio define el tipo de estudio (descriptivo, correlacional, semiexperimental, experimental, de revisión, metaanalítico) y subtipo (por ejemplo, estudio de caso descriptivo longitudinal), problema de investigación, hipótesis, variables independientes y dependientes, diseño experimental y, si corresponde, métodos de recolección de datos y un plan de análisis estadístico. Un diseño de investigación es un marco creado para encontrar respuestas a preguntas de investigación. 

## Tipos de diseño y subtipos
Hay muchas formas de clasificar los diseños de investigación. No obstante, la lista a continuación ofrece una serie de distinciones útiles entre posibles diseños de investigación. Un diseño de investigación es un arreglo de condiciones o colección.
- Descriptivo (por ejemplo, estudio de caso, observación naturalista, encuesta)
- Correlacional (por ejemplo, estudio de casos y controles, estudio observacional)
- Experimental (por ejemplo, experimento de campo,  experimento controlado, cuasiexperimento)
- Revisión (revisión de literatura, revisión sistemática)
- Metaanalítico (metaanálisis)

A veces se hace una distinción entre diseños "fijos" y "flexibles". En algunos casos, estos tipos coinciden con diseños de investigación cuantitativos y cualitativos respectivamente, aunque este no tiene por qué ser el caso. En los diseños fijos, el diseño del estudio se arregla antes de que tenga lugar la etapa principal de recopilación de datos. Los diseños fijos son normalmente impulsados por la teoría; de lo contrario, es imposible saber de antemano qué variables deben controlarse y medirse. A menudo, estas variables se miden cuantitativamente. Los diseños flexibles permiten una mayor libertad durante el proceso de recopilación de datos. Una razón para usar un diseño de investigación flexible puede ser que la variable de interés no es cuantificable cuantitativamente, como la cultura. En otros casos, la teoría podría no estar disponible antes de que uno comience la investigación. 

### Agrupamiento
La elección de cómo agrupar a los participantes depende de la hipótesis de la investigación y de cómo se muestrea a los participantes. En un estudio experimental típico, habrá al menos una condición "experimental" (por ejemplo, "tratamiento") y una condición de "control" ("sin tratamiento"), pero el método apropiado de agrupación puede depender de factores como la duración de fase de medición y características de los participantes: 
- Estudio de cohorte
- Estudio transversal
- Estudio secuencial cruzado
- Estudio longitudinal

## Investigación confirmatoria versus investigación exploratoria
La investigación confirmatoria prueba hipótesis a priori: predicciones de resultados que se hacen antes de que comience la fase de medición. Tales hipótesis a priori generalmente se derivan de una teoría o de los resultados de estudios previos. La ventaja de la investigación confirmatoria es que el resultado es más significativo, en el sentido de que es mucho más difícil afirmar que cierto resultado es generalizable más allá del conjunto de datos. La razón de esto es que en la investigación confirmatoria, uno idealmente se esfuerza por reducir la probabilidad de informar falsamente un resultado coincidente como significativo. Esta probabilidad se conoce como nivel α o la probabilidad de un error tipo I.
La investigación exploratoria, por otro lado, busca generar hipótesis a posteriori examinando un conjunto de datos y buscando relaciones potenciales entre variables. También es posible tener una idea sobre una relación entre variables, pero no tener conocimiento de la dirección y la fuerza de la relación. Si el investigador no tiene ninguna hipótesis específica de antemano, el estudio es exploratorio con respecto a las variables en cuestión (aunque podría ser confirmatorio para otros). La ventaja de la investigación exploratoria es que es más fácil hacer nuevos descubrimientos debido a las restricciones metodológicas menos estrictas. Aquí, el investigador no quiere perderse una relación potencialmente interesante y, por lo tanto, pretende minimizar la probabilidad de rechazar un efecto o relación real; esta probabilidad a veces se denomina β y el error asociado es de tipo II. En otras palabras, si el investigador simplemente quiere ver si algunas variables medidas podrían estar relacionadas, querría aumentar las posibilidades de encontrar un resultado significativo al reducir el umbral de lo que se considera significativo . 
A veces, un investigador puede realizar una investigación exploratoria pero informarla como si hubiera sido confirmatoria ('Hypothesizing After the Results are Known', HARKing —hipótesis sugeridas por los datos); esta es una práctica de investigación cuestionable que linda con el fraude. 

## Problemas de estado versus problemas de proceso
Se puede hacer una distinción entre problemas de estado y problemas de proceso. Los problemas de estado tienen como objetivo responder cuál es el estado de un fenómeno en un momento dado, mientras que los problemas de proceso tratan el cambio de fenómenos a lo largo del tiempo. Ejemplos de problemas estatales son el nivel de habilidades matemáticas de los niños de dieciséis años o el nivel, las habilidades informáticas de los ancianos, el nivel de depresión de una persona, etc. Ejemplos de problemas de proceso son el desarrollo de habilidades matemáticas desde la pubertad hasta la edad adulta, el cambio en las habilidades informáticas cuando las personas envejecen y cómo cambian los síntomas de depresión durante la terapia. 
Los problemas de estado son más fáciles de medir que los problemas de proceso. Los problemas de estado solo requieren una medición de los fenómenos de interés, mientras que los problemas de proceso siempre requieren múltiples mediciones. Se necesitan diseños de investigación como mediciones repetidas y estudios longitudinales para abordar los problemas del proceso. 

## Ejemplos de diseños fijos

### Diseños de investigación experimental
En un diseño experimental, el investigador trata activamente de cambiar la situación, las circunstancias o la experiencia de los participantes (manipulación), lo que puede conducir a un cambio en el comportamiento o los resultados para los participantes del estudio. El investigador asigna aleatoriamente a los participantes a diferentes condiciones, mide las variables de interés e intenta controlar las variables de confusión. Por lo tanto, los experimentos a menudo son muy fijos incluso antes de que comience la recopilación de datos. 
En un buen diseño experimental, algunas cosas son de gran importancia. En primer lugar, es necesario pensar en la mejor manera de operacionalizar las variables que se medirán, así como qué métodos estadísticos serían los más apropiados para responder la pregunta de investigación. Por lo tanto, el investigador debe considerar cuáles son las expectativas del estudio y cómo analizar cualquier resultado potencial. Finalmente, en un diseño experimental, el investigador debe pensar en las limitaciones prácticas, incluida la disponibilidad de los participantes, así como cuán representativos son los participantes para la población objetivo. Es importante considerar cada uno de estos factores antes de comenzar el experimento. Además, muchos investigadores emplean análisis de potencia antes de realizar un experimento, a fin de determinar qué tan grande debe ser la muestra para encontrar un efecto de un tamaño determinado con un diseño dado con la probabilidad deseada de cometer un error de Tipo I o Tipo II. El investigador tiene la ventaja de minimizar los recursos en los diseños de investigación experimental. 

### Diseños de investigación no experimentales
Los diseños de investigación no experimentales no implican una manipulación de la situación, las circunstancias o la experiencia de los participantes. Los diseños de investigación no experimentales se pueden clasificar en términos generales en tres categorías. Primero, en los diseños relacionales, se mide un rango de variables. Estos diseños también se denominan estudios de correlación porque los datos de correlación se utilizan con mayor frecuencia en el análisis. Dado que la correlación no implica causalidad, tales estudios simplemente identifican movimientos conjuntos de variables. Los diseños correlacionales son útiles para identificar la relación de una variable con otra y para ver la frecuencia de ocurrencia simultánea en dos grupos naturales (ver correlación y dependencia). El segundo tipo es la investigación comparativa. Estos diseños comparan dos o más grupos en una o más variables, como el efecto del género en las calificaciones. El tercer tipo de investigación no experimental es un diseño longitudinal. Un diseño longitudinal examina variables como el rendimiento exhibido por un grupo o grupos a lo largo del tiempo. Ver estudio longitudinal.

## Ejemplos de diseños de investigación flexibles

### Estudio de Caso
Estudios de casos famosos son, por ejemplo, las descripciones sobre los pacientes de Freud, que fueron analizados y descritos a fondo. 
Bell (1999) afirma que "un enfoque de estudio de caso es particularmente apropiado para investigadores individuales porque brinda la oportunidad de estudiar un aspecto de un problema con cierta profundidad dentro de una escala de tiempo limitada".

### Estudio etnográfico
Este tipo de investigación está involucrado con un grupo, organización, cultura o comunidad. Normalmente el investigador comparte mucho tiempo con el grupo. 

### Estudio de teoría fundamentada
La investigación de la teoría fundamentada es un proceso de investigación sistemática que trabaja para desarrollar "un proceso y acción o una interacción sobre un tema sustantivo".